# 조달진

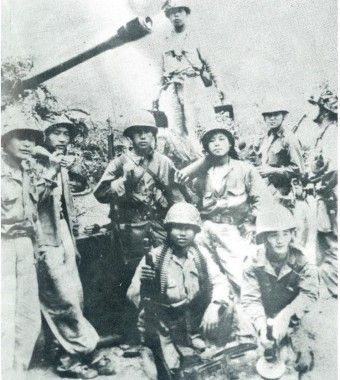
말고개 전투 직후 특공대(무릎 꿇고 앉아있는 오른쪽 인물이 조달진)

조달진(1928년 11월 18일 ~ 2008년 10월 15일)은 대한민국의 군인이다.
6.25 전쟁 당시 강원도 홍천, 경북 상주에서 북한의 전차를 막기 위해 특공대 활동으로 북한의 공격을 지연, 방어하였다.
1950년 10월 을지무공훈장, 1951년 화랑무공훈장, 2011년 10월 국군의 날 태극무공훈장을 수여하였다.

## 생애
1928년 11월 18일 전라남도 승주군(현재 순천시)에서 태어났다.
1949년 8월에 입대해 6사단 19연대 3대대에서 소총수로 복무했다. 6.25 전쟁이 발발한 후 1950년 6월 28일, 강원도 홍천에서 북한군 전차 격파를 위해 조직된 특공대에 선발되어 당시 일등병 계급으로 전투에 참가했다.

### 홍천지구 말고개 전투
홍천으로 들어오는 유일한 진출로인 말고개는 주변의 저지대 감제가 가능하고 도로 폭이 좁으며 굴곡이 심해 대전차방어에 천혜의 여건을 갖춘 지형이었다. 19연대장 민병권 대령은 이러한 지형상의 이점을 이용해 적의 대전차 파괴를 목적으로 휘하의 장병들을 모아놓고 훈시를 한 다음, 특공대를 직접 선발했다. 연대 전체 장병들 중 30여명이 지원했고, 조달진(당시 계급 일병)을 포함한 11명이 선발되었다. 이들은 대전차 파괴무기로 81mm 박격포탄 1발과 수류탄 2발씩을 분배받았고, 북괴군 전차의 장단점과 파괴요령을 교육받았다.
이들은 6월 28일 새벽 4시경을 기해 적의 주력 탱크부대를 격파하라는 임무를 부여받았다. 특공대는 27일 밤 10시에 군용 트럭을 타고 적지로 출동하게 되었다. 6월 28일 아침 8시 반, 적의 공격으로 치열한 전투가 시작됐다. 적은 10여대의 전차를 앞세워서 진격했고, 아군이 전투에서 밀리기 시작하자 특공대가 나서기 시작했다. 조달진 일병은 각 대원에게 1인당 전차 한대를 분담했다. 전차가 가까이 다가오자 조달진 일병은 수류탄과 81mm 포탄을 가지고 전차 후미에 올라탔고, 뚜껑을 열어 안으로 포탄과 수류탄을 던진 후 곧바로 뛰어내렸다. 이날 11인의 특공대는 선두의 전차를 비롯해 적 전차들을 완파 또는 노획했으며, 특공대원 중 부상자는 1명뿐으로 작전은 대성공을 거뒀다. 
특공대는 육탄으로 적 전차를 공격하는 용맹과 투지를 발휘해 국군의 사기를 높였을 뿐만 아니라 30일까지 홍천을 사수해 적의 남진을 3일간 지연시켰다. 이날 바로 조달진 일병을 비롯해 공로가 큰 3명은 이등중사로 2계급 특진했고, 나머지 대원들도 모두 1계급 특진했다. 전사에는 육탄 11용사의 전투로 기록하고 있다. 그러나 후에 적의 공격에 많은 사상자를 낸 6사단은 결국 후퇴한다.

### 상주군 유곡 전투
후퇴를 거듭하던 6사단은 계속해서 희생자가 늘어나고 전세는 불리해졌다. 이에 19연대장 민병권 대령은 조달진을 불러 다시 한번 특공대 조직을 명령했고, 조달진은 이전 특공대에서 7명을 선발해 특공대를 조직했다.
그 후 어느날 아침, 특공대원 7명은 아침밥을 먹고 있던 중 길이 20m의 교량 앞에 있던 적의 전차를 발견한다. 가설해놓은 대전차 폭파지뢰 스위치를 눌렀지만, 적 전차는 뒷걸음을 치며 포신을 아군 진지로 돌렸다. 조달진은 대원 4명에게 엄호를 부탁하고 적 전차에 뛰어 올라 뚜껑을 열려했지만 실패했고, 포구에 수류탄을 던져 넣은 후 뛰어 내렸다. 그 후 전차 안에 타고 있던 북한군 7명을 포로로 사로잡았다.  
그 공로를 인정받은 특공대원 7명 중 사망한 1명을 제외한 6명은 모두 2계급 특진하여, 조달진은 이등상사(현재 중사) 계급장을 달게 된다. 이 전투 이후 적의 전차가 별로 나타나지 않고, 유엔군에서 대전차 파괴 신무기가 지급되자 특공대는 자연적으로 해산되었다. 또한 이 전투는 후퇴를 거듭하던 우리 국군 전체 사기를 양양시키는 계기가 된다.  

### 기타
조달진 육군 소위는 이러한 두 번의 공적으로 1950년 10월 을지무공훈장, 1951년 화랑무공훈장을 수여했고, 아울러 개전 이후 한국군 최초로 1950년 10월, 미 제8군 사령부로부터 미 동성훈장을 수여받았다.
조달진 소위는 19연대 수색중대의 선임하사로 근무하며 최전선을 지키다가 휴전 이후인 1955년 2월 소위 진급과 동시에 예편했다.

### 사후
2008년 10월 15일 향년 80세를 일기로 별세한 그는 국립대전현충원에 안장됐으며, 2011년 10월 건군 63주년 국군의 날에 태극무공훈장을 수여받았다. 
1975년 홍천 군민들이 성금을 모아 홍천 말고개에 세운 육탄용사 전적비가 현재까지 남아 조달진 소위를 비롯한 육탄용사들의 전적을 기리고 있다. 
전라남도 순천에서 2019년부터 '조달진 소위 추모제'가 열리고 있으며, 2020년까지 2회 개최되었다. 
전쟁기념관에서 2014년 6월, 2020년 6월 두 차례 이달의 호국인물로 선정하였다. 

## 참고 문헌
https://www.sedaily.com/NewsVIew/1Z2XTX38R2
https://www.warmemo.or.kr/front/viewAritcle.do
조달진, <육탄용사 실전기>, 1975년

## 같이 보기
- 6.25 전쟁
- 대한민국의 훈장